# Paratergatis
Paratergatis is een geslacht van kreeftachtigen uit de klasse van de Malacostraca (hogere kreeftachtigen).

## Soort
- Paratergatis longimanus Sakai, 1965